# Restingaameisenfänger
Der Restingaameisenfänger (Formicivora littoralis) ist eine seltene Vogelart aus der Familie der Ameisenvögel. Das Taxon wurde 1990 als Unterart des Serraameisenfängers (Formicivora serrana) beschrieben und gilt seit 1992 als eigenständige Art.

## Beschreibung
Der Restingaameisenfänger erreicht eine Länge von 12,5 Zentimetern. Kopf, Nacken und Unterseite des Männchens sind schwarz. Die Schultern sind durch zwei oder drei schmale weiße Flügelbinden charakterisiert. Der Rücken ist dunkel grauschwarz. Die weißen Flankenfedern sind gewöhnlich verdeckt. Der Schwanz ist schwarz mit kleinen, weißen Apikalflecken. Das Weibchen hat eine rostbraune Oberseite, einen dunkleren Oberkopf und eine breite schwarze Gesichtsmaske. Die Augenbrauen sind weißlich. Die Flügel sind dunkel. Die Unterseite ist beige-cremefarben. Die Schwanzfärbung ist ähnlich wie beim Männchen. Der Gesang besteht aus schnellen Reihen von tiefen thiúk-Tönen. Der Ruf ist ein schrilles nasales kiu-kiu-kiu.

## Verbreitung und Lebensraum
Der Restingaameisenfänger ist endemisch in der Cabo-Frio-Küstenregion bei Arraial do Cabo und auf der Ilha do Cabo Frio im brasilianischen Bundesstaat Rio de Janeiro östlich der Stadt Rio de Janeiro. Sein Lebensraum ist die Restinga, eine Dünenlandschaft, die von Sträuchern, Kakteen und Bromelien dominiert ist.

## Lebensweise
Der Restingaameisenfänger geht gewöhnlich paarweise auf Nahrungssuche und ernährt sich überwiegend von Ameisen. Dabei bleibt er nahe am Boden im dichten Gestrüpp. Nester wurden auf der Ilha do Cabo Frio im Juni, Oktober und November entdeckt. Die Brutzeit ist allerdings nicht auf eine bestimmte Jahreszeit beschränkt. Das Nest wird aus Fasern und waagerecht eingebauten Zweiggabeln errichtet. Das Gelege besteht aus zwei Eiern und beide Eltern kümmern sich um die Jungenaufzucht.

## Status
Der Restingaameisenfänger kommt in einem eingeschränkten Lebensraum mit einer Fläche von 205 km² vor, der durch den Bau von Ferienhäusern und von der Salzindustrie gefährdet ist. BirdLife International schätzt den Bestand auf 250 bis 1000 Individuen. Schutzgebiete befinden sich bei Jacarepiá, Maçambaba und auf der Ilha do Cabo Frio.